# Tsai Pei-Chun
Tsai Pei-Chun, née en 1980, est une femme d'affaires taïwanaise. Elle est directrice générale du groupe Pou Chen Corporation (en), le plus grand fabricant de chaussures de marque au monde.

## Biographie

### Formation

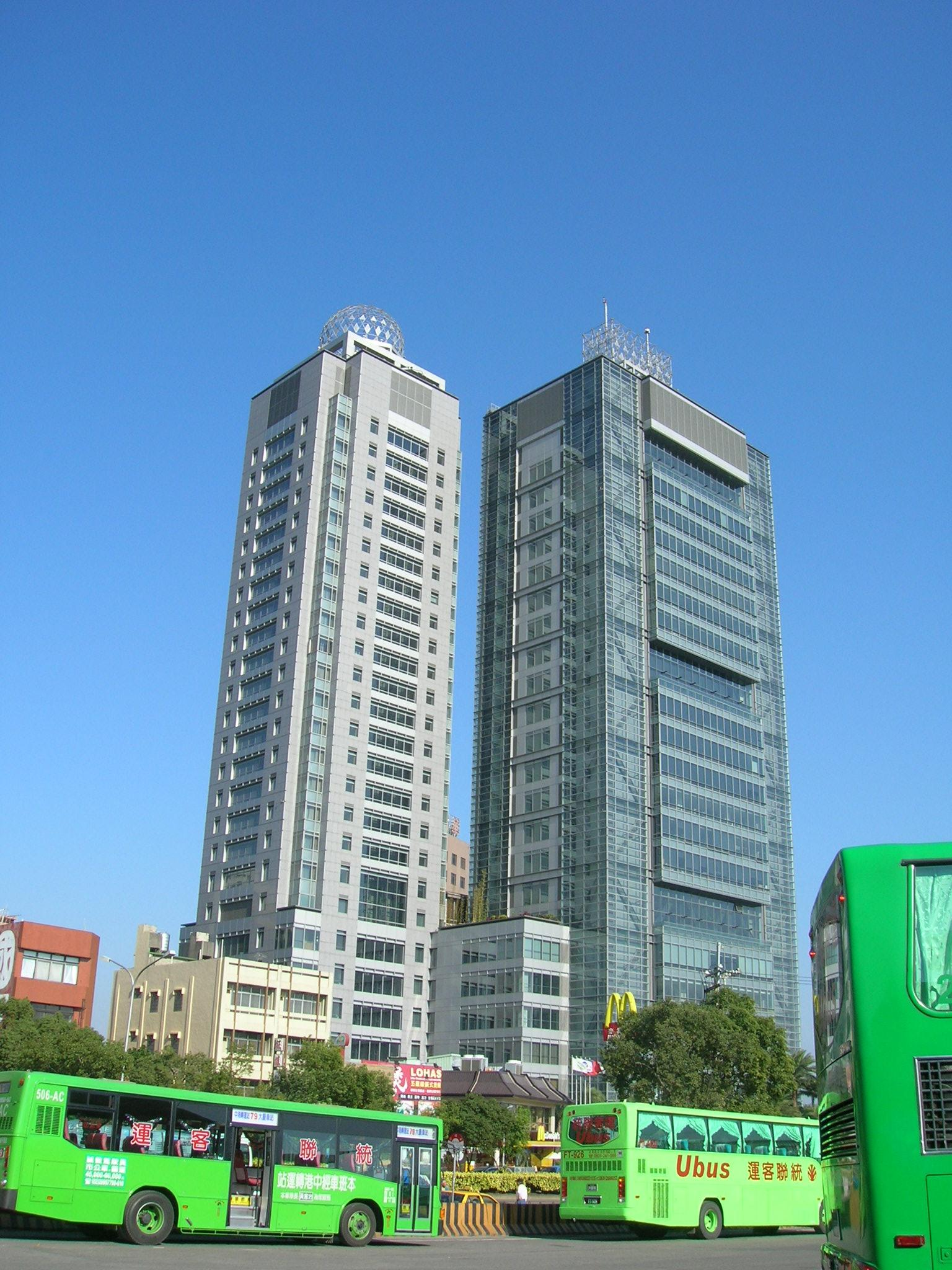
Siège du groupe Pou Chen à Taichung.

Tsai Pei-Chun, aussi connue sous le surnom Patty, est titulaire d’une bachelor ès sciences de la Wharton School de l’université de Pennsylvanie. En 2002, elle commence à travailler comme apprentie chez son père, fondateur du Pou Chen Group.

### Directrice générale du groupe Pou Chen
Dix ans plus tard, en 2012, à l’âge de 32 ans, Tsai Pei Chun reprend l’entreprise. Avec plus de 400 000 salariés, Pou Chen produit 300 millions de chaussures chaque année pour Nike, Adidas, Reebok ou Puma. C’est le plus grand fabricant de chaussures de marque dans le monde. En 2014, Tsai Pei Chun réorganise l’entreprise. Elle doit faire face aux grèves des ouvriers en Chine et au Vietnam en 2015. La reprise qui a suivi a montré les capacités de leadership de Tsai Pei Chun. Sous sa direction entre 2012 et 2016, les ventes ont grimpé de 30 % à 8,6 milliards $ en 2015.
En 2016, Tsai Pei-Chun est incluse dans la liste des cinquante femmes les plus puissantes du magazine Fortune.